# Sværdet i Stenen
|  | Sammenskrivningsforslag Artiklen Sværdet i Stenen er foreslået føjet ind i Excalibur. (Siden marts 2017) Diskutér forslaget |

 Der er for få eller ingen kildehenvisninger i denne artikel, hvilket er et problem. Du kan hjælpe ved at angive troværdige kilder til de påstande, som fremføres i artiklen.

Sværdet i stenen er en gammel myte fra Storbritannien. Det siges at kun den retmæssige konge af England vil kunne trække sværdet fri af stenen. Oprindeligt handlede myten om at sværdet (Excalibur) lå på bunden af en sø, men efterhånden er det altså blevet til en sten.